# Mabel Duclós
Rumilda Mabel Cabello, conocida por su nombre artístico Mabel Duclós, es una actriz argentinoperuana que se desenvolvió en campañas de publicidad así como en el programa de televisión Risas y salsa. Es mamá de la también actriz Milene Vázquez.

## Trayectoria

### Televisión
- Risas y salsa (1980-1987)
- La máquina de la risa
- El jefecito (1987)
- Plaza picante
- Amor serrano (1998), como doña Hortensia de Cruz
- Girasoles para Lucía (1999), como Marga
- María Rosa, búscame una esposa (2000), como Ana Forero
- Todo sobre Camila (2003)
- Bellas y ambiciosas (2006)
- La Faraona (2012)
- Al fondo hay sitio (2013 y 2015-2016), como Emperatriz Montero[3]
- De vuelta al barrio (2018-2019), como Fina Vargas

### Películas
- Ciudad de M (2000)
- Somos Néctar (2017)
- Un matrimonio inesperado (2023)

### Teatro
- Las viejas vienen marchando (2001)
- Baño de mujeres (2002)
- La novia era él (2003)